# Lacinipolia laudabilis
Lacinipolia laudabilis là một loài bướm đêm trong họ Noctuidae.